# Skebobruk
Skebobruk is een plaats in de gemeente Norrtälje in het landschap Uppland en de provincie Stockholms län in Zweden. De plaats heeft 265 inwoners (2005) en een oppervlakte van 132 hectare.
Skebobruk is gelegen langs de Zweedse rijksweg 76. Het dorp is grotendeels opgebouwd in de 19e eeuw. Skebobruk is vooral een forensenplaats; de meeste inwoners zijn werkzaam in steden als Stockholm en Uppsala.

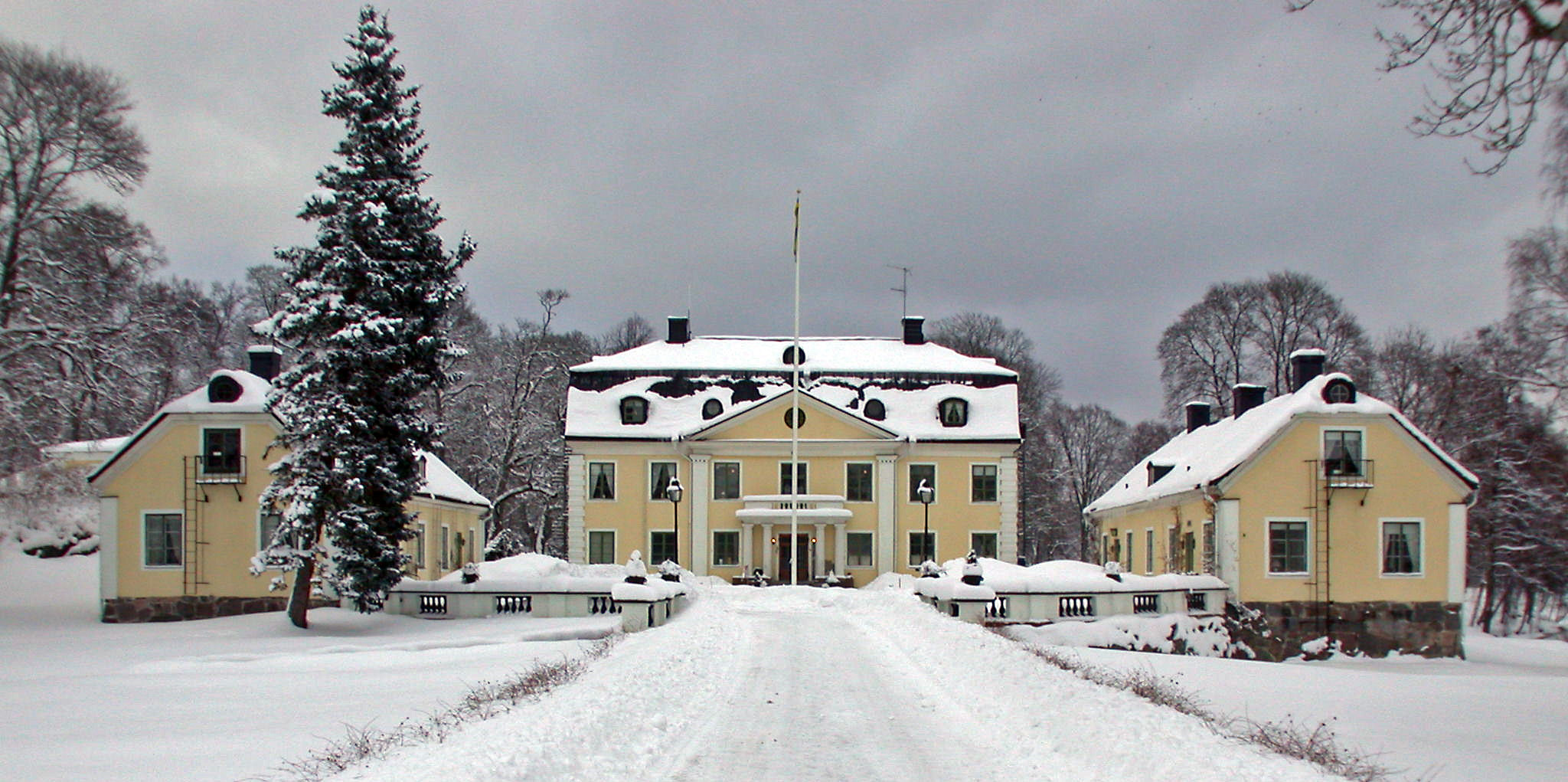
Het kasteel bij Skebobruk

## Verkeer en vervoer
Bij de plaats loopt de Riksväg 76.